# Alosa emmascarada
L'alosa emmascarada (Spizocorys personata) és una espècie d'ocell de la família dels alàudids (Alaudidae).

## Hàbitat i distribució
Habita deserts i sabanes amb acàcies del sud-oest i sud-est d'Etiòpia i nord de Kenya.